# Okrouhlice
Okrouhlice település Csehországban, a Havlíčkův Brod-i járásban. Okrouhlice Nová Ves u Světlé, Pohleď, Veselý Žďár, Krásná Hora, Lučice és Havlíčkův Brod településekkel határos. Lakosainak száma 1373 fő (2024. január 1.).

## Népesség
A település lakosságának változását az alábbi diagram mutatja:
| Lakosok száma | 1331 | 1256 | 1521 | 1448 | 1304 | 1218 | 1350 | 1393 | 1372 | 1373 |
|               | 1869 | 1890 | 1921 | 1950 | 1980 | 2001 | 2017 | 2019 | 2022 | 2024 |